# 普萊恩維尤 (喬治亞州)
普萊恩維尤（英語：Plainview）是位於美國喬治亞州摩根縣的一個非建制地區。該地的面積和人口皆未知。

## 地理
普萊恩維尤的座標為33°27′12″N 83°30′18″W / 33.45333°N 83.50500°W，而該地的平均海拔高度為200米（即656英尺）。